# Кологривовка (село, Саратовская область)
Кологри́вовка — село в Татищевском районе Саратовской области России. Входит в состав Садовского муниципального образования.

## География
Село находится к югу от близлежащей железнодорожной линии Аткарск — Саратов, на расстоянии примерно 16 км (по прямой) к северо-западу от рабочего посёлка Татищево, административного центра района.

### Часовой пояс
Село Кологривовка, как и вся Саратовская область, находится в часовой зоне МСК+1. Смещение применяемого времени относительно UTC составляет +4:00.

## История
Село впервые упоминается 1767 году, когда её помещицей показана квартирмейстерша Кологривова Анна Степановна, урождённая Неклюдова.

## Население
| 2002 | 2010 |
| ---- | ---- |
| 86   | →86  |

### Национальный состав
Согласно результатам переписи 2002 года, в национальной структуре населения русские составляли 90 % из 86 чел.

## Известные уроженцы
- Коннов, Василий Дмитриевич (1913—1945) — советский военнослужащий, капитан, Герой Советского Союза.
- Васильев, Владимир Андреевич (1925—1945) — лейтенант Рабоче-крестьянской Красной Армии, участник Великой Отечественной войны, Герой Советского Союза (1945).